# Geschiedenis van de Efteling
Sinds het begin van de geschiedenis van de Efteling (11 mei 1951 - heden), is een onontgonnen stuk heide, bezaaid met vliegdennen, gegroeid tot het hedendaags themapark. De Efteling groeide door de jaren heen, waarbij attracties hier en daar werden aangepast en bijna jaarlijks nieuwe attracties werden toegevoegd. De oudste attracties, de sprookjes in het Sprookjesbos en de authentieke draaimolens en schommels op het Anton Pieckplein, laten nog duidelijk zien hoe het in de beginjaren van de Efteling was, al zijn ook deze attracties door de jaren heen wel een keer gereviseerd.
Vanaf 1981 zijn er in het familiepark ook meer adrenaline-opwekkende attracties verschenen die vooral tot doel hadden de jeugdige bezoekers tussen twaalf en twintig jaar aan te trekken. Een daling in de bezoekersaantallen en de concurrentie van de zogenaamde moderne attractieparken (parken met voornamelijk achtbanen, wildwaterbanen, etc.), die ook in Europa als paddenstoelen uit de grond schoten, waren de voornaamste redenen om het roer om te gooien. De introductie van de Python zette de Efteling meer dan ooit op de kaart. Na een aantal van deze zogenaamde thrillrides werd vanaf 1986 toch ook teruggegrepen naar het oorspronkelijke thema: het sprookje. Attracties van formaat zijn onder meer Fata Morgana (1986) en Droomvlucht (1993).
De Efteling kwam vermoedelijk aan zijn naam door een hoeve die gebouwd werd in de 16de eeuw en de naam "Ersteling" had. De hoeve verdween, maar de buurtschap kreeg de merkwaardige naam van de hoeve. De naam verwijst waarschijnlijk naar het feit dat deze hoeve de eerste was die op de nieuw ontgonnen grond stond. Voordat er landbouw bedreven kon worden, was er een natte heidegrond.   "Ersteling" werd verbasterd tot "Essteling". De gotische s'en, die eruitzien als een 'f', ging men op den duur ook uitspreken als een f waarna de buurtschap de naam "Efteling" krijgt. Een andere verklaring is uit 'Efterling', Achterling.

## Historisch overzicht in decennia

### 1933-1951
In 1933 kregen pastoor F.J. De Klijn, kapelaan E. Rietra en de voorzitter van voetbalvereniging D.E.S.K., Jac. Smit, het plan om een sportterrein aan te leggen op de zandgronden van de gemeente Loon op Zand, nabij het dorpje Kaatsheuvel. Een jaar later ging onder supervisie van de Koninklijke Nederlandse Heidemaatschappij de eerste spade de grond in en werd het sportterrein aangelegd.
Op 19 mei 1935 opende het R.K. Sport- en Wandelpark officieel. Het park bestond toen onder andere uit een voetbalveld, twee oefenvelden en een speelweide. In de jaren daarna werd het park uitgebreid met een speeltuin met draaimolen, een glijbaan (de hoogste van Nederland), een kabelbaan, een ponybaan en een wielerbaan van zand.

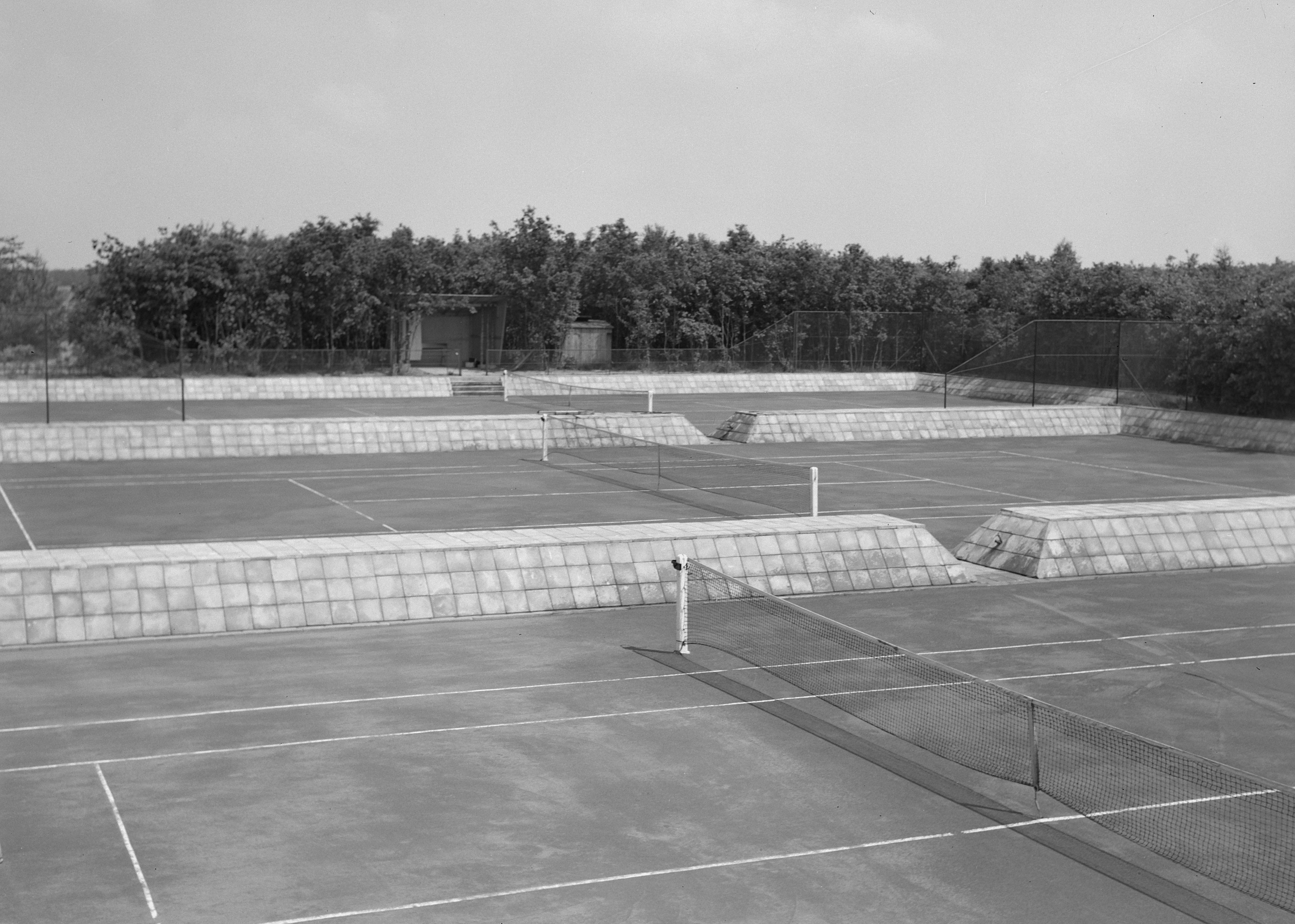
De tennisbanen, 1953

Tijdens de Tweede Wereldoorlog bleef voetbalclub De Parktrappers het balletje doortrappen. Voorzitter van het kerkbestuur, deken A. van den Brekel, ging zich in 1948 met de Efteling bemoeien en er kwamen plannen voor de uitbreiding van de recreatiemogelijkheden in de gemeente Loon op Zand ter tafel. Deze plannen werden uitgewerkt door ir. Heijdelberger en ir. Markvoort van de Dienst Uitvoerende Werken (D.U.W.). R.J.Th. van der Heijden werd in datzelfde jaar burgemeester van Loon op Zand/Kaatsheuvel.
Van 23 tot en met 27 juli 1949 werd op het terrein de tentoonstelling "De Schoen" gehouden. Voor deze expositie werd een ingang gebouwd die in de jaren die volgden de ingang van de Efteling zou zijn.
Op 25 mei 1950 werd de oprichtingsakte van Stichting Natuurpark De Efteling ondertekend. Er kwam subsidie van de gemeente voor de vernieuwing van de speeltuin en er werd een begin gemaakt voor grote grondwerkzaamheden, onder andere de aanleg van de Siervijver, de Vonderplas en de roei- en kanovijver. Er kwamen paden, parkeervelden, tennisbanen en sportvelden. Op 11 mei 1951 werd de nieuwe speeltuin met bijbehorend theehuis geopend.

### 1952-1961

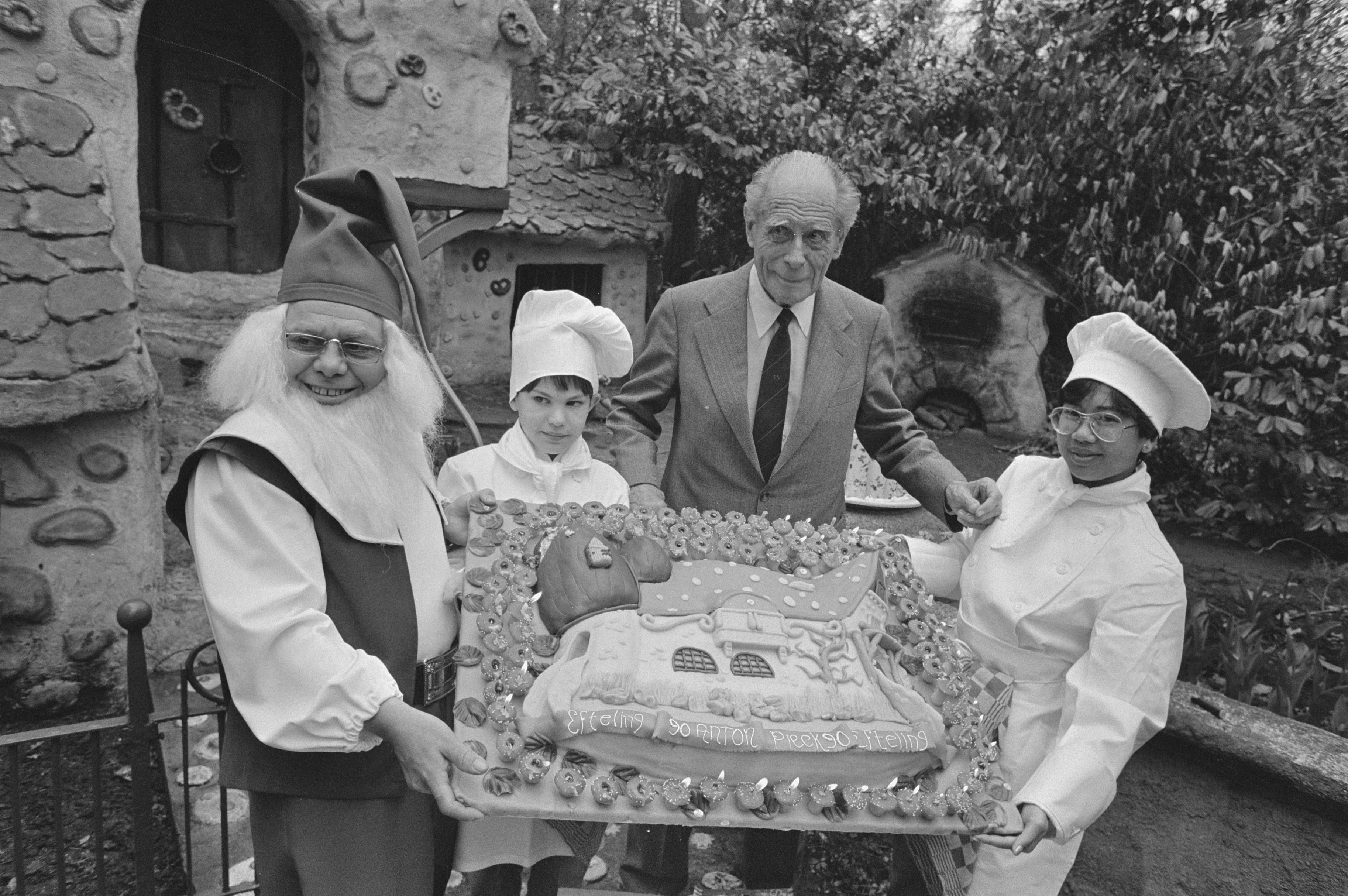
Anton Pieck, Hans en Grietje, 1985

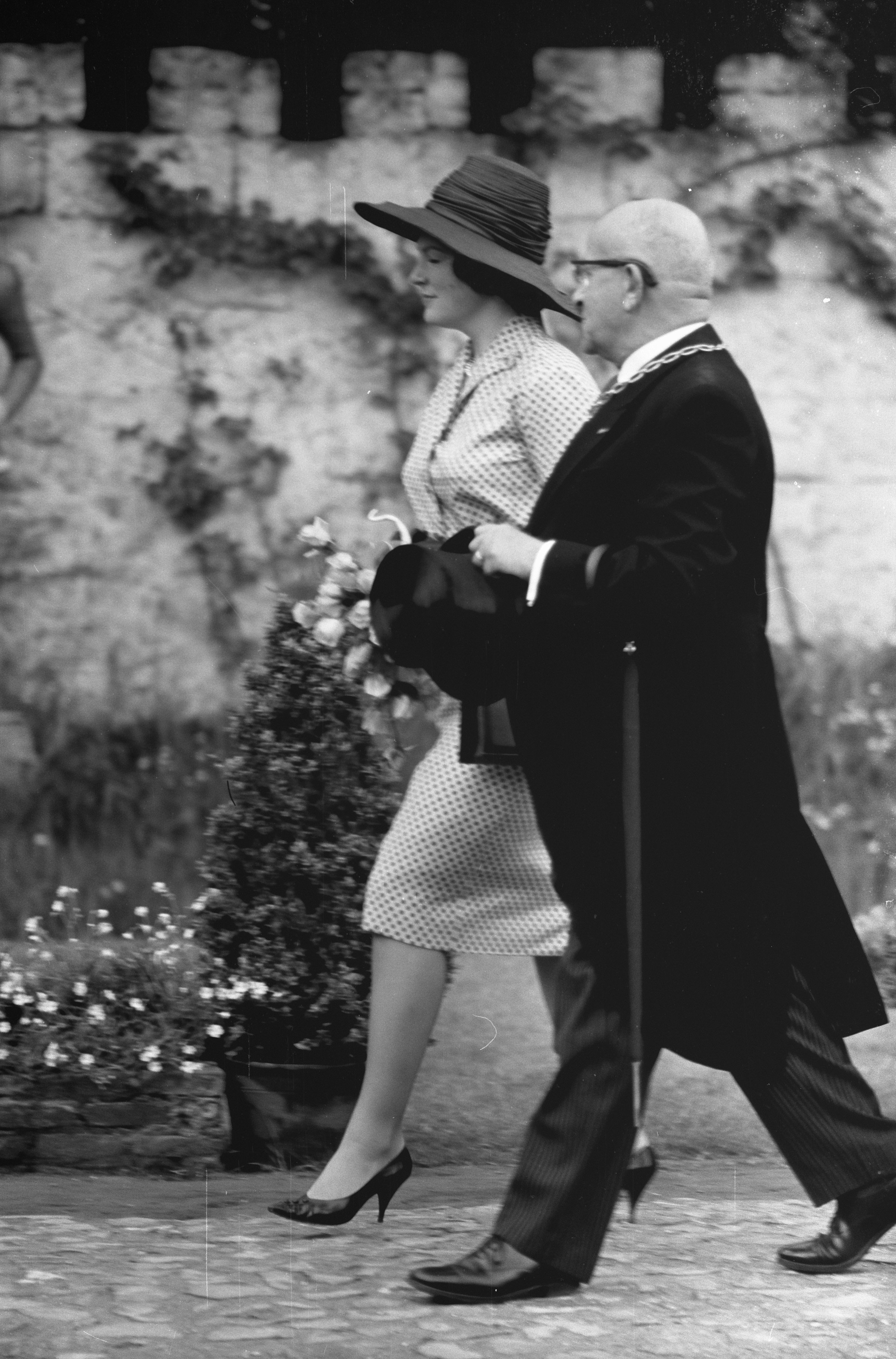
Bezoek van Prinses Irene met burgemeester R.J.Th. van der Heijden, 1961

Aan de wieg van de Efteling stond de toenmalige burgemeester van Loon op Zand/Kaatsheuvel Reinier van der Heijden. Op 25 mei 1950 werd de stichtingsakte van Stichting Natuurpark "De Efteling" ondertekend. Als voorzitter van het stichtingsbestuur trad burgemeester R.J.Th van der Heijden op. Het was een publiek geheim, dat het op de eerste plaats diens durf, beleid en werkcapaciteit zijn geweest, die De Efteling hebben ontwikkeld tot een oord waar nog vele miljoenen een gezonde en plezierige ontspanning hebben gevonden. Betty van der Heijden - Perquin, echtgenote van de oprichter Reinier van der Heijden, komt met het idee van een sprookjestuin, zoals de tijdelijke Sprookjestuin in Eindhoven, die was aangelegd door Philips. Later zijn fotograaf Peter Reijnders en illustrator Anton Pieck aangetrokken. Samen zorgden zij ervoor dat op 31 mei 1952 het Sprookjesbos kon worden geopend met tien sprookjes. Op het terrein van 65 ha lagen toen ook waterpartijen, tennis- en voetbalvelden, een theehuis en een speeltuin. De 222.941 bezoekers in het eerste jaar betaalden 80 cent (36 eurocent) voor een toegangskaartje.
Door het grote succes namen in de jaren daarna steeds meer sprookjesfiguren hun intrek in het Sprookjesbos. Vanaf 1954 was tuinarchitect Lou Smeets verantwoordelijk voor de parkaanleg. In 1955 kwam het sprookje van Hans en Grietje, geopend door Marleen van der Heijden, een dochter van de grondlegger van de Efteling, Reinier van der Heijden, in 1958 de Vliegende Fakir en in 1960 vond Roodkapje er het huisje van haar grootmoeder.

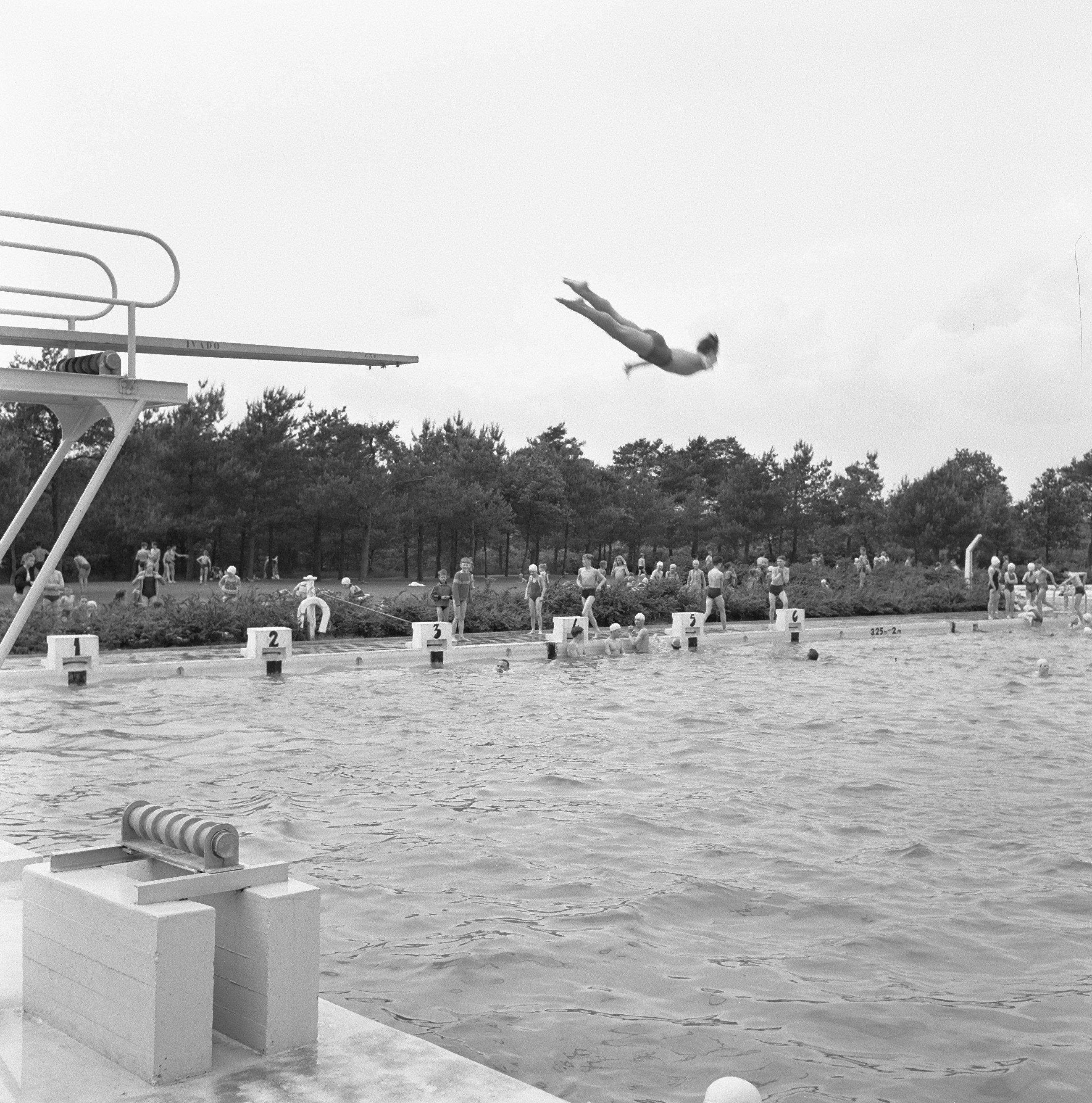
Het zwembad in 1958

Een andere attractie die opende in deze jaren was het zwembad, waar de bezoekers van 1953 tot 1989 een frisse duik konden nemen. Het Anton Pieckplein werd een middeleeuws stadsplein met kermismolens en kleine attracties, zoals de eierleggende kip. Paters uit een naburig klooster verdienden in de beginjaren een leuk centje met het vullen van de eitjes. Een van de laatste vier saloncarrousels ter wereld, waar Anton Pieck zelf nog in zijn jeugd menig rondje op deed, kreeg in 1956 een plaatsje in de Efteling. Holle Bolle Gijs liet vanaf 9 september 1958 zijn stem klinken door het hele park en werd een internationaal succes met de kreet 'Papierrr Hierrr'.

### 1962-1971
De Efteling groeide in een enorme vaart. Anton Pieck en Peter Reijnders bleven trouw het park bezoeken en werkten mee aan de vele creatieve ideeën die er ontsproten. De grootste attractie in deze jaren werd in 1966 geopend: de Indische Waterlelies, naar een sprookje geschreven door Koningin Fabiola van België. Zelf was ze niet aanwezig bij de opening, maar zij bezocht een jaar later alsnog haar geesteskind.

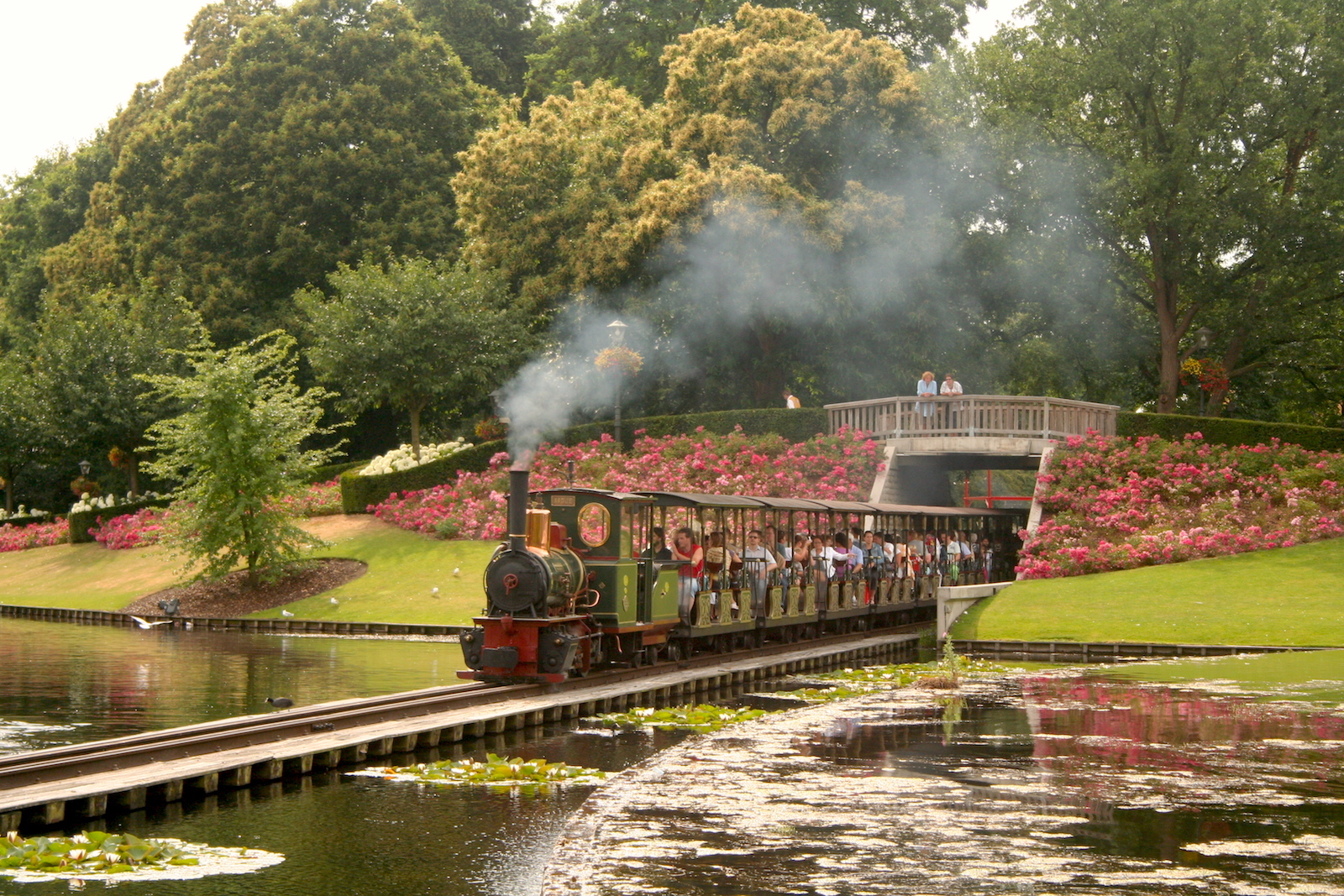
Locomotief 'Aagje' met trein van de Efteling Stoomtrein Maatschappij rijdt over de brug over de Siervijver.

Het Kinderspoor (of Traptreintjes) werd al in 1954 in gebruik genomen, maar de eerste Efteling Stoomtrein reed op 31 maart 1969 door het park. Locomotief 'Aagje' kreeg in 1974 versterking van 'Moortje', in 1980 van 'Neefje' (tot 1992) en in 1992 van 'Trijntje'. Nog meer treinen verschenen achter de Stoomcarrousel in 1971 in de driedimensionale miniatuurwereld Diorama, die lijkt op een prent van Anton Pieck.
Alle inspanningen werden beloond in 1971 met de Pomme d'Or, de eerste grote internationale onderscheiding voor de Efteling voor haar opzet, originaliteit en recreatieve functie.

### 1972-1981
Begin jaren 70 werden er nog enkele sprookjes en kleine attracties toegevoegd. Anton Pieck en Peter Reijnders trokken zich uit het park terug en een nieuwe ontwerper nam het potlood van Pieck over: Ton van de Ven. Hij vernieuwde niet alleen oude ontwerpen (zoals Sneeuwwitje, Langnek en Doornroosje), maar zorgde ook voor nieuwe attracties. In 1978 opende het Spookslot, het eerste grote project van creatief directeur Ton van de Ven.
Een daling in de bezoekersaantallen en de moordende concurrentie van andere attractieparken waren de voornaamste redenen om het roer om te gooien aan het begin van de jaren 80. Zodoende opende de eerste stalen achtbaan op het vasteland van Europa. Toen de Python in 1981 werd geopend was deze meteen een doorslaand succes. Tegelijk met de Python werd de Gondoletta aangelegd. Deze bootjes op de grote Siervijver waren bedoeld als tijdelijk testtraject voor het later te bouwen Fata Morgana, maar waren - vooral voor de ouderen - zo'n groot succes, dat de Gondoletta als zelfstandige attractie bleef bestaan.

### 1982-1991

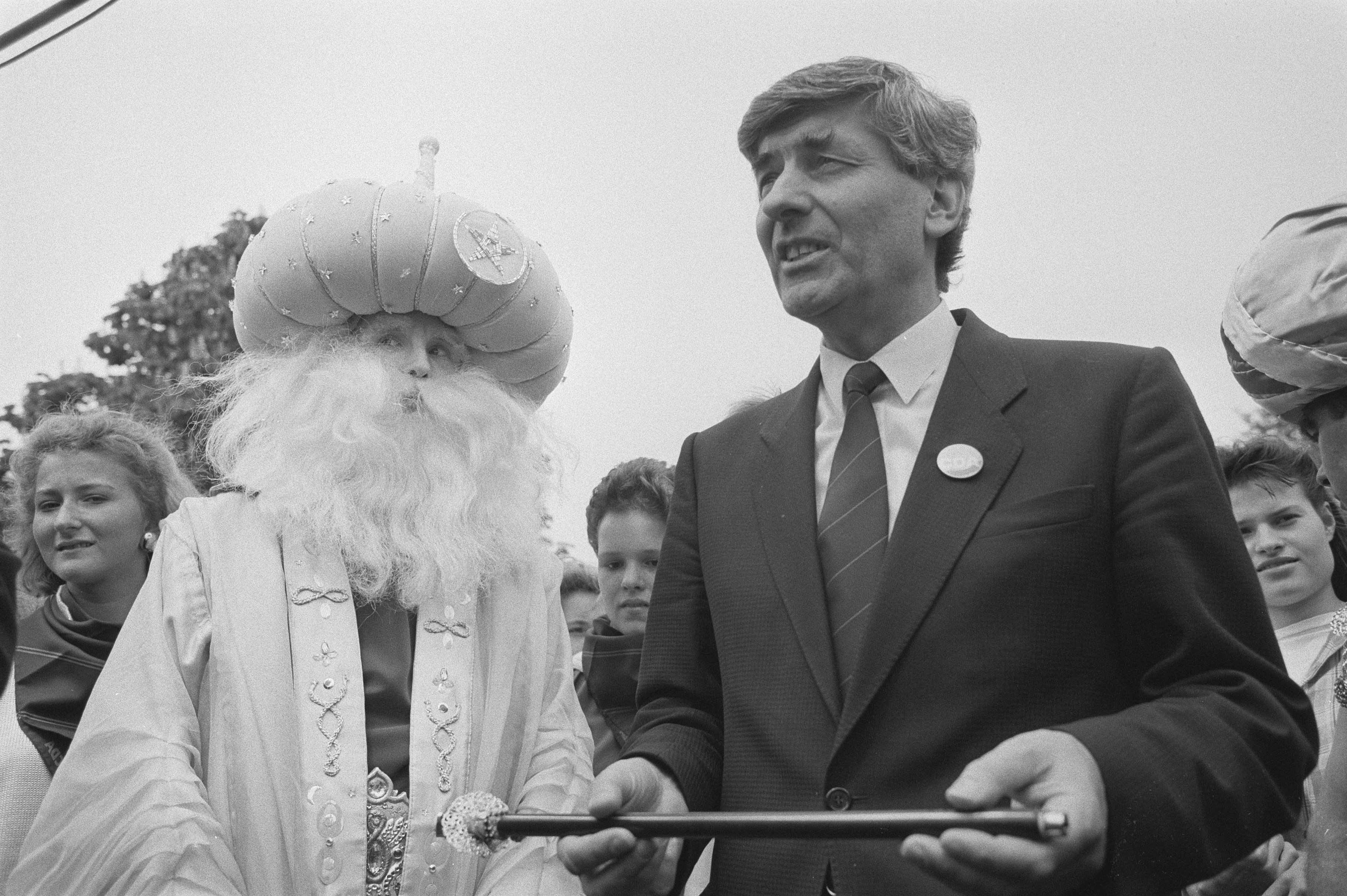
Premier Lubbers, Fata Morgana, 17 mei 1986

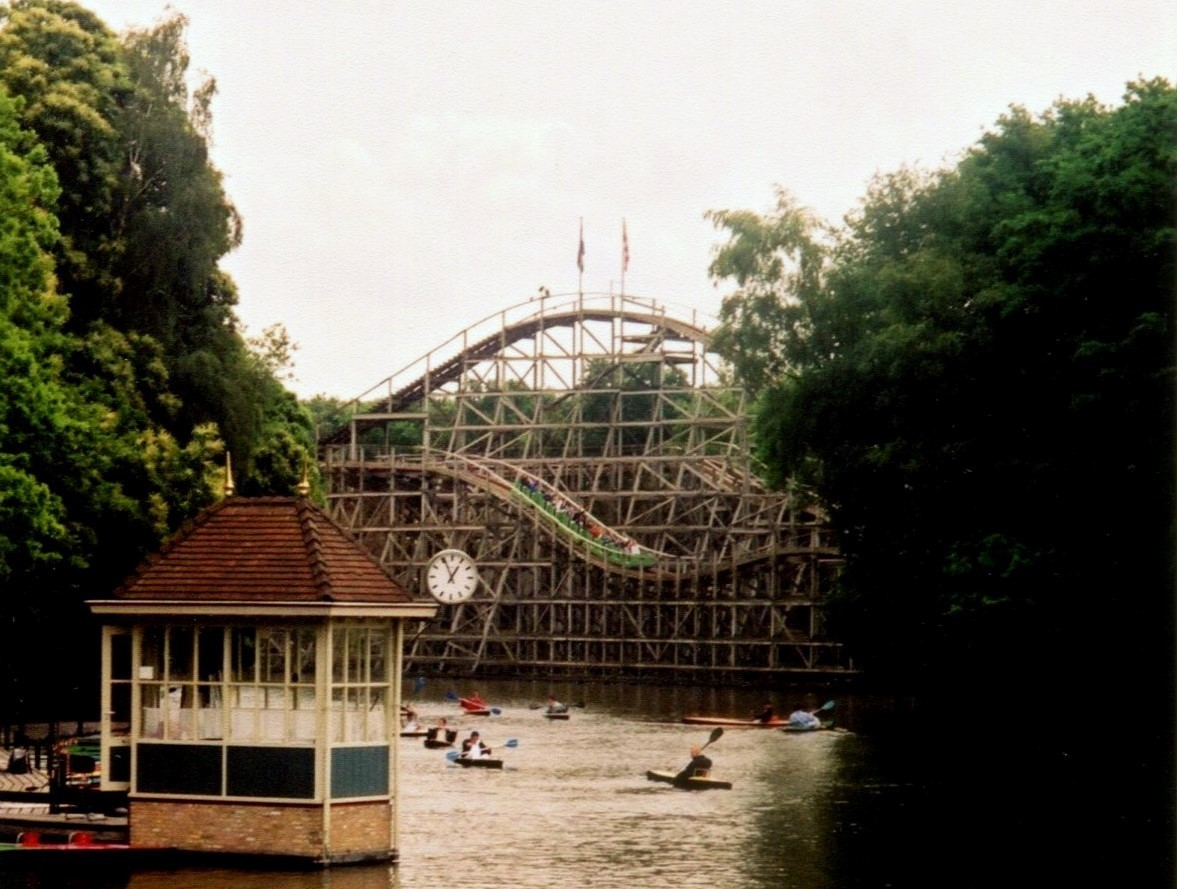
Pegasus en kanovijver, 2002

Het park bouwde op het succes van de Python voort aan grootse attracties, vooral bedoeld voor adolescenten en (jonge) volwassenen. In 1982 vond het op dat moment grootste schommelschip ter wereld, de Halve Maen, in de Efteling een plaats, gevolgd door de wildwaterbaan Piraña (1983), de bobsleebaan Swiss Bob (1985) en de houten achtbaan Pegasus (1991). Attracties als Carnaval Festival (van Joop Geesink), Polka Marina, De Oude Tuffer (1984) en Monsieur Cannibale (1988) zorgden voor genoeg aanbod voor de andere doelgroepen van het park, waaronder voornamelijk gezinnen met kleine kinderen.
Daarna keerde de Efteling weer terug naar het sprookjesthema. Na een voorbereiding van meer dan vijf jaar door Ton van de Ven en zijn team werd in 1986 Fata Morgana geopend. Deze attractie is gebaseerd op de 'Sprookjes van 1001 Nacht'. In bijna één kilometer decor bewegen 140 verschillende poppen (animatronics). De Pagode brengt de bezoekers sinds 1987 naar een hoogte van 45 meter. In het Sprookjesbos verscheen na een lange tijd weer een nieuw sprookje: de Trollenkoning. Een geheel eigen Eftelingsprookje, het Volk van Laaf, werd in 1989 geschreven door Ton van de Ven. De attractie opende een jaar later.
In 1991 ontving de Efteling haar 50 miljoenste bezoeker sinds 1952.
Door de vele verzoeken van bezoekers om een kijkje achter de schermen van de Efteling te mogen nemen en de even zovele afwijzingen ervan, besloot de Efteling om zelf naar het publiek toe te gaan. Op 17 en 18 oktober 1982 vond een grote manifestatie plaats in De Werft in Kaatsheuvel waarbij het publiek kennis kon nemen met alle afdelingen van het park. Ter gelegenheid hiervan werden ongeveer zestig originele tekeningen van Anton Pieck tentoongesteld. Ook kon men maquettes van diverse attracties bewonderen, werden bouwtechnieken getoond en was het eerste prototype te zien van de bedelende Arabieren uit de vier jaar later te openen attractie Fata Morgana.

### 1992-2001
In 1992 ontving de Efteling de Applause Award. Met deze hoge toeristische onderscheiding van de International Association of Amusement Parks and Attractions (IAAPA) mocht de Efteling zich twee jaar lang het beste park ter wereld noemen.
In 1992 opende buiten het park het eerste onderdeel van het 'Wereld van de Efteling'-project (om het park geschikt te maken voor een bezoek van meerdere dagen): het Efteling Hotel. De achttien holes van het Efteling Golfpark en het Clubhuis werden officieel geopend in 1995. In 1996 opende het 'Huis van de Vijf Zintuigen', het entreegebouw met de onofficiële titel 'het grootste rieten dak ter wereld' te hebben. In 2000 werden de Pardoes Promenade en de Brink aangelegd. Daardoor ontstonden grote paden van de ingang naar het centrum van het park, die de bezoekers gemakkelijker naar de vier uithoeken van het park brengen.
In Droomvlucht, een darkride ontworpen door Ton van de Ven, is gebruikgemaakt van mythologische figuren als trollen, gnomen en elfjes. De attractie wordt al jaren door vele bezoekers beschouwd als de favoriete attractie. Deze attractie werd aanvankelijk bedacht als jubileumattractie bij het veertigjarig bestaan in 1992, maar door technische mankementen aan de gemotoriseerde karretjes, kon de attractie pas een jaar later worden geopend.
Gebaseerd op een oude kermisattractie ontwikkelde de Efteling samen met Vekoma in 1996 de attractie Villa Volta. Het park mocht er later in Hollywood de THEA-award voor ophalen. In 1998 opende Vogel Rok. De entree van deze achtbaan kreeg een vermelding in het Guinness Book of Records.
Het entertainment groeide jaar op jaar, met producties als 'Showtime met Pardoes' (1994), 'Samson en Gert' (1994-1997), 'Efteling Sprookjesshow' (1996-1997), 'Nieuwe Efteling Sprookjesshow' (1998-2001) en 'Efteling on Ice' (2001). Voor de laatste twee shows ontving de Efteling tweemaal de Big E-award, de internationale prijs van de IAAPA voor de beste parkshow ter wereld.
Voor het eerst in tien jaar verschenen in 1998 nieuwe sprookjesfiguren in het Sprookjesbos: Klein Duimpje en de Reus en Repelsteeltje maakten hun opwachting. Een jaar later werden twee sprookjes compleet gemaakt met de herberg van Tafeltje dek je en het kasteel van de Stiefmoeder van Sneeuwwitje waar een nieuwe toverspiegel te zien is. De oude spiegel in het Sprookjesmuseum verdween daarmee. Na twintig jaar keerde tevens de Chinese Nachtegaal terug, ditmaal in het paleis van de keizer. In 2001 kwam Raponsje in haar toren wonen.
Voor het eerst in haar bestaan was de Efteling in de winter van 1999/2000 gedurende 21 dagen geopend. Na een proef van drie jaar werd in maart 2002 besloten de Winter Efteling definitief op te nemen in het programma.

### 2002-2010
2002 - In het gouden jubileumjaar van de Efteling werd de zaal van het nieuwe Efteling Theater voor het eerst gebruikt. Een jaar later werd ze officieel geopend. Het theater was het eerste object van het nieuwe uitgaanscentrum 'Uitrijk'. In 2002 werd de 'Nieuwe Sprookjesshow' in het nieuwe theater vervangen door 'De Wonderlijke Efteling-show' met Hans Klok.
2003 - De 'Wonderlijke Efteling Show' werd aangepast en Hans Klok werd vervangen door Christian Farla.
Op de plek van het oude theater is het Zandsculpturenfestival Sprookjesstrand te zien. Daarnaast worden het nieuwe Anton Pieckplein en de foyer van het Efteling Theater geopend en krijgt het Theater zijn eigen restaurant. Dit restaurant kreeg de naam Theaterrestaurant Applaus. Vanaf november 2003 tot februari 2004 staat de musical Doornroosje op de planken van het Efteling Theater.
Ton van de Ven ging in januari 2003 met pensioen. Een nieuw team van Efteling-ontwerpers zorgt sindsdien voor de nieuwe attracties van het park. Zo werd onder andere PandaDroom (2002), de attractie in samenwerking met het Wereld Natuur Fonds, getekend door ontwerpster Marieke van Doorn. Het nieuwe Anton Pieckplein (2003) en het Meisje met de Zwavelstokjes (2004) waren creaties van de jonge ontwerper Michel den Dulk.
2004 - Dit jaar werd het Efteling Museum geopend en het 25e sprookje werd geopend in het Sprookjesbos: Het meisje met de zwavelstokjes. Vanaf november 2004 tot 2 april 2005 staat de musical De kleine zeemeermin van Studio 100 op de planken van het Efteling Theater

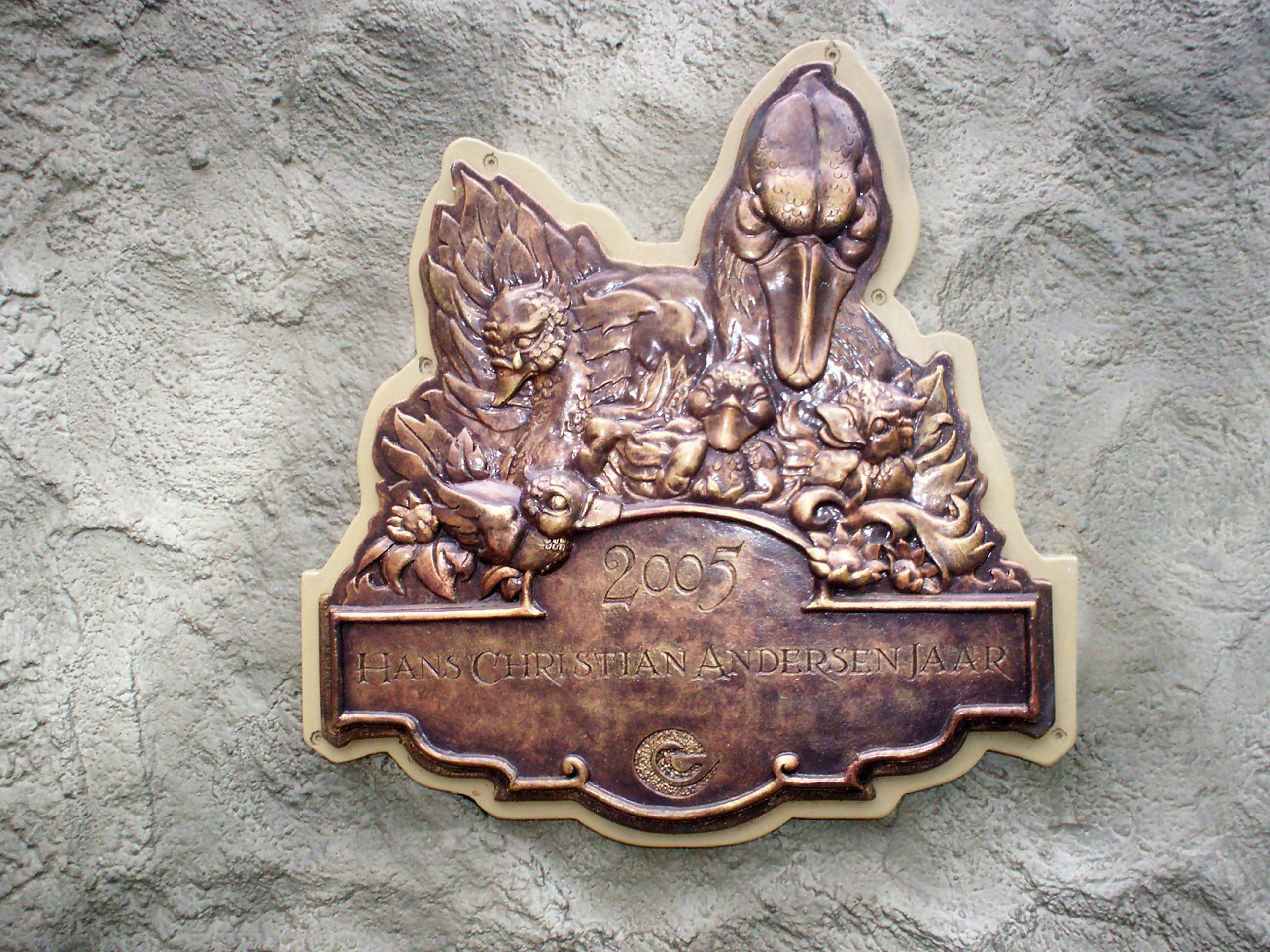
Bordje bij Rode Schoentjes ter ere van 200e geboortedag H.C. Andersen

2005 - De Efteling ontving de THEA Classic Award waarmee het park werd bekroond voor al het werk dat in meer dan vijftig jaar was verricht en waarvan meer dan 90 miljoen bezoekers al hebben genoten.
Vanaf 2005 was er een nieuwe Sprookjesshow ter ere van Hans Christian Andersen, vanwege zijn 200e geboortedag. Ook komt bij het Carnaval Festival Loeki de Leeuw er bij en staat er weer een musical op de planken, ditmaal TiTa Tovenaar van V&V Entertainment.
De laatste jaren heeft het park vooral zorg besteed aan infrastructurele zaken als pleinen, paden, hegjes, bloemperken, bordjes, horecapunten, etc. Tevens kregen attracties vernieuwende elementen. In 2005 werden bijvoorbeeld de voertuigen van de Python en de Swiss Bob vervangen door compleet nieuw ontworpen exemplaren. Ook kwam de figuur Loeki de Leeuw in verschillende scènes van de attractie Carnaval Festival te staan.
2006 - Voor het seizoen 2006 stond een nieuwe attractie in de planning: De Vliegende Hollander. Wegens technische problemen en het overlijden van een eftelingmedewerker tijdens de bouw is de attractie pas in april 2007 open gegaan voor het publiek. In het museum van het park kon men de tentoonstelling over 25 jaar snelle attracties bezoeken. En na een succesvolle theatertour staat de musical Annie vanaf november 2006 tot maart 2007 op de planken van het Efteling Theater.
2007 - De Efteling bestaat 55 jaar en dat wordt gevierd met de nieuwe attractie De Vliegende Hollander en een nieuwe Parkshow; namelijk 'TiTa Tovenaar: Tika is Jarig' van V&V Entertainment. Ook wordt in het museum een tentoonstelling gegeven van het entertainment in de Efteling van de afgelopen jaren. De Vliegende Hollander wordt na de zomer weer gesloten vanwege noodzakelijke aanpassingen aan de baan. Vanaf 14 november 2007 tot maart 2008 staat de musical Assepoester (Cinderella) op de planken van het Efteling Theater.
2008 - In 2008 krijgt het park geen nieuwe attracties. Wel opent een nieuw horecapunt met de naam "De Flierefluiter" bij de Traptreintjes. In het Efteling Museum is een tentoonstelling ter ere van de vijftigste verjaardag van de Fakir. Een nieuwe tulp, genaamd Tulipa Efteling, kortweg de Eftelingtulp is gekweekt en te zien in het park. Ook is dit jaar begonnen met de bouw van het vakantiepark Bosrijk.
2009 - In het Sprookjesbos presenteert de Efteling het 26ste sprookje: Assepoester. In Ruigrijk wordt gebouwd aan een nieuw station voor de Stoomtrein, Station De Oost. Het nieuwe station met horeca opent aan het einde van het jaar voor het publiek, evenals de nieuwe verblijfsaccommodatie Efteling Bosrijk. In mei start de Efteling het SprookjesMysterie, een zoektocht naar zeven 'verdwenen sprookjes-elementen'. De attributen, waaronder de schatkist van de Draak en het mandje van Roodkapje, liggen verspreid door heel Nederland. Verder doet de Efteling in 2009 een bouwaanvraag voor Raveleijn, evenementenlocatie annex kantorencomplex.
2010 - Eind 2009 werd de houten achtbaan Pegasus gesloopt om plaats te maken voor de nieuwe houten tweelingachtbaan Joris en de Draak. De nieuwe attractie opende op 1 juli 2010. Tevens kreeg het Sprookjesbos een nieuwe bewoner, namelijk de Sprookjesboom, tussen het Meisje met de Zwavelstokjes en de Vliegende Fakir. Sinds 2010 is het park vrijwel dagelijks in het jaar geopend. In het najaar van 2010 stond in Theater de Efteling de musical Kruimeltje op de planken, de eerste coproductie met Rick Engelkes Producties.

### 2011-heden
2011 - Op 7 april 2011 werd Raveleijn geopend. De Roeivijver moet plaats ruimen voor Aquanura.
2012 - In 2012 viert de Efteling haar 60-jarige bestaan. In dit jaar werd fonteinenshow Aquanura in samenwerking met WET geopend. Ook verscheen Jokie weer in Carnaval Festival na 7 jaar afwezigheid. Pannenkoekenrestaurant Polles Keuken opende op de Brink, met het oog op de plannen voor Symbolica. Tevens werd een nieuw sprookje voorgesteld: De nieuwe kleren van de keizer.
2013 - In 2013 werd er groot onderhoud gepleegd aan Droomvlucht. Ook Langnek werd helemaal opgeknapt.
2014 - In 2014 kreeg het park een nieuwe directeur, Fons Jurgens. De Piraña en Het Witte Paard werden grondig gerenoveerd en in ere hersteld.
2015 - Op 1 juli 2015 opende de duikachtbaan Baron 1898. De Game Gallery en De Indische Waterlelies werden onder handen genomen. Het is tevens het jaar waarin Ton van de Ven komt te overlijden.
2016 - In 2016 opende het sprookje Pinokkio. Hans & Grietje en Roodkapje werden in ere hersteld. Kapitein Gijs werd verplaatst naar het Ruigrijk.
2017 - In 2017 viert het park haar 65-jarige bestaan. De ambitieuze darkride Symbolica wordt geopend. Het is de duurste en grootste attractie die het park ooit bouwde. Ook opent een tweede vakantiepark naast Bosrijk: Het Loonsche Land.
2018 - In 2018 werd de Python volledig afgebroken en opnieuw opgebouwd.
2019 - In 2019 komt het 30ste sprookje in het Sprookjesbos genaamd de zes Zwanen. Ook wordt de PandaDroom aangepast en komt er een nieuwe film genaamd Fabula.
2020 - In 2020 werd de Bob (Efteling) afgebroken en vervangen door de dubbele familieachtbaan Max en Moritz.
2021 - In 2021 werd de Monsieur Cannibale gesloten. Ook het nabijgelegen Avonturen Doolhof werd gesloopt om plaats te maken voor de bootjesmolen Sirocco en de naastgelegen waterspeelplaats Archipel. Deze attracties zijn onderdeel van de vernieuwde wereld Sindbad de Zeeman, waar ook de Vogelrok en het Panorama-restaurant bij betrokken worden. Ook werd in 2021 het Bestemmingsplan Wereld van de Efteling goedgekeurd, waardoor de Efteling groen licht kreeg om uit te breiden aan de oost- en westkant van het park. De eerste uitbreidingsfase (aan de oostkant, achter het Efteling-hotel) start waarschijnlijk in 2022.
2022 - In 2022 werd het Spookslot afgebroken om plaats te maken voor de nieuwe attractie Danse Macabre. 
2024 - Op 3 augustus heropende het Lurk en Limoenhuys in het Lavenlaar. Ditmaal niet als horecapunt, maar als een nieuw kijktafereel. Op 31 oktober 2024 werd Danse Macabre geopend. Op 11 december 2024 ging de nieuwe Aquanura-show Efteling Symphonica in première.
2025 - In het sprookjesbos opende op 14 mei het sprookje van De Prinses op de Erwt. Daarnaast opende op 1 augustus van dat jaar het Efteling Grand Hotel, pal naast het entreegebouw. Om deze mijlpaal te vieren werd een grote groene strik om het gebouw gehangen, die het Guinness Book of World Records haalde.

## Tijdlijn in jaartallen
N.B. Attracties die zijn vernieuwd of een toevoeging kregen, zijn cursief gezet.

### 1951
- Grote Speeltuin (tot 1989)
- Theehuis (tot 1975)

### 1952
- Opening Sprookjesbos
- Kasteel Doornroosje
- Grot Sneeuwwitje
- Herautenplein met Kikkerkoning en de Magische Klok
- Chinese Nachtegaal
- Sprekende Papegaai
- Langnek
- Paddenstoelendorp
- Put van Vrouw Holle
- Kleine Boodschap (toiletten)
- Souvenirhuisje
- Kleuterbad (veranderd in 1989, verdwenen in 2003)
- Tennisbanen (tot begin jaren 80)

### 1953
- Rode Schoentjes
- Roodkapje in het bos (tot 1960)
- Café-Restaurant
- Zwembad (tot 1989)
- Roei- en kanovijver
- Siervijver
- EHBO-Post

### 1954
- Kogeloog beeld (niet meer in park)
- Kinderspoor (verplaatst in 2000)
- Anton Pieckplein
- Magische Liefdesbron (werd de Dansende Dolfijn in 1964)
- Kanovijver
- Heksenpoort (ingang Sprookjesbos)

### 1955
- Hans en Grietje
- Stenen Kip (Anton Pieckplein)
- Ganzenhoedster (Anton Pieckplein)
- Ponymanege (gesloten in 1970)
- In Den Hoorn Des Overvloeds
- In Den Noordpool (gesloten in 1978)
- De Soete Inval I (naamsverandering in 1992/1993)

### 1956
- Ezeltje-strek-je (in speeltuin)
- Stoomcarrousel

### 1957
- Bruidskleed van Genoveva (gekleurde duiven)

### 1958
- De Vliegende Fakir
- Klok 'Zwaan Kleef Aan' (Anton Pieckplein)

### 1959
- Holle Bolle Gijs

### 1960
- Huisje grootmoeder Roodkapje
- Gekroonde Eend (Anton Pieckplein)
- Bungalow- en Recreatiepark 'Het Kraanven' (in 1985 failliet)
- De Smulpaap I (gesloten in 2002)
- Beeldje '10 jaar Kindervreugd'

### 1962
- Spiegeltje aan de Wand (tot 1999)

### 1963
- Sprookjesmuseum (tot 1999, nu te vinden in Efteling Museum)

### 1964
- Ponymolen (niet meer in park)
- Dansende Dolfijn (werd in 1970 de Zeemeermin)
- Stationkoffyhuis (gesloten in 1995)

### 1965
- De Kleyne Klaroen I (tot 2000)
- In De Gelaarsde Kat

### 1966
- De Indische Waterlelies
- Waterorgel
- Waterorgel-foyer

### 1967
- Wagen Gijs (Holle Bolle Gijs bij Langnek)
- Kogeloog (sluiting 2002/opening 2019)

### 1968
- Geeuwende Gijs (Holle Bolle Gijs bij Carrouselpaleis)
- Baby Gijsje (niet in park tussen 2001 en 2007)

### 1969
- Efteling Stoomtrein met locomotief 'Aagje'
- Visje Gijs (sinds 1985 op Wensbron)

### 1970
- De Kleine Zeemeermin
- Opa Gijs

### 1971
- Diorama
- Manege 'De Duykse Hoef'
- Moeder Gijs

### 1972
- Victoriaans Theater (nu het Carrouseltheater)
- Kabouterhuis
- Efteling ontvangt Pomme d' Or Award
- 't Gemack

### 1973
- Wolf en de Zeven Geitjes
- Kapitein Gijs met kanon (in 2016 verplaatst naar de Vliegende Hollander vanwege de bouw van Pinokkio)

### 1974
- Sint Nicolaasplaets en Station Efteling Stoomtrein
- Locomotief 'Moortje'
- Holle boom met muziekkabouter

### 1975
- Restaurant 'Het Witte Paard' (ombouw van oude Theehuis)
- Grot van Sneeuwwitje (vernieuwing door Ton van de Ven)

### 1976
- Wankelbrug (verplaatst in 1983, weg sinds 1991)

### 1977
- In Den Ouden Marskramer (souvenirwinkel)

### 1978
- Het Spookslot
- De Witte Walvis

### 1979
- Draak Lichtgeraakt (vervangt de Chinese Nachtegaal)
- Langnek (vernieuwing door Ton van de Ven)
- Entreegebouw West

### 1980
- Kabouterdorp
- Radiografisch bestuurbare bootjes (verplaatst naar Python in 1983, verdwenen in 2006)
- Matroos Gijs
- Locomotief 'Neefje' van Efteling Stoomtrein (tot 1992)

### 1981
- Python
- Gondoletta (bij siervijver)
- Game Gallery
- Kasteel Doornroosje (vernieuwing door Ton van de Ven)
- De Kurkentrekker (sluiting 2005)
- De Spreeuwenpot (werd in 1984 De Likkebaerd)
- Het Seylend Fregat

### 1982
- Schipschommel 'Halve Maen'
- Roeivijver (verplaatst naar Vonderplas, tot 2010)

### 1983
- Piraña
- Inca Gijs (vervangt Visje Gijs)
- Casa Caracol

### 1984
- Carnaval Festival
- Het Valies (souvenirwinkel)
- Polka Marina
- De Oude Tuffer
- Ezeltje strek je (verplaatst naar Herautenplein)
- Herauten Magische Klok (vernieuwing door Ton van de Ven)
- Efteling Stoomtrein (verlenging traject met brug over Siervijver), waardoor er nu een ringlijn van drie kilometer ontstaat
- De Piraat (tot 2008)
- De Likkebaerd (tot 2008)

### 1985
- Bob (gesloten in 2019)
- Wensbron

### 1986
- Fata Morgana
- De Bazaar (souvenirwinkel)
- De Oase

### 1987
- Pagode
- Toko Pagode
- Vliegende Fakir (vernieuwing n.a.v. betere tekeningen van Anton Pieck)
- De Steenbok

### 1988
- Trollenkoning
- Monsieur Cannibale
- Café-Restaurant (omgebouwd naar groot complex met meerdere restaurants)
- Tiroler Gijs

### 1989
- Pardoes

### 1990
- Het Volk van Laaf
- Loetiek
- Lurk en Limoenhuys (sluiting: 2004)

### 1991
- Pegasus (tot 2009)

### 1992
- Efteling Hotel
- Locomotief 'Trijntje' van Efteling Stoomtrein (deze vervangt locomotief 'Neefje')
- 't Poffertje
- Efteling ontvangt Applause Award
- De Piecktuin (verkleining 1999)

### 1993
- Droomvlucht
- Dromerijen (souvenirwinkel)
- De Gulden Gaarde
- Nieuw groot parkeerterrein
- 't Korfje

### 1994
- Kleuterhof
- De Soete Inval

### 1995
- Avonturen-Doolhof
- Golfpark
- De Smaeckmaker (tot 2001)
- Efteldingen (souvenirwinkel)

### 1996
- Villa Volta
- Het Huis van de Vijf Zintuigen (entreegebouw)
- Nieuwe treintjes Python (in gebruik tot zomer 2005)
- De Meermin

### 1998
- Vogel Rok
- Klein Duimpje en de Reus
- Repelsteeltje
- Sprookjesbos Openluchttheater

### 1999
- Chinese Nachtegaal
- Herberg 'De Ersteling' (Tafeltje dek je)
- Kasteel stiefmoeder van Sneeuwwitje met toverspiegel
- Remise en Sprookjesstation
- 't Suykerhuys (sluiting 2010)
- Het attractiepark wordt verdeeld in vier rijken: Marerijk, Anderrijk, Ruigrijk en Reizenrijk
- De Bank (tot 2009)
- Eerste Winter Efteling

### 2000
- Kinderspoor (verplaatst naar Siervijver)
- Pardoespromenade en Brink
- De Kleyne Klaroen
- Prinses Pardijntje
- Villa Pardoes

### 2001
- Raponsje
- De Ballonvaarder
- Het Noorderlicht (tot 2007)
- Pardoes Beeld

### 2002
- PandaDroom
- De Octopus
- Panda (souvenirwinkel)
- Dak op Monsieur Cannibale
- Nijltje in het Teiltje
- Grootmoeders Keuken

### 2003
- Efteling Theater (jaar eerder zaal al in gebruik)
- Anton Pieckplein (nieuw gedeelte)
- De Bremer Stadsmuzikanten (Anton Pieckplein)
- Den Suykerbuik

### 2004
- Efteling Museum
- Het Meisje met de Zwavelstokjes
- De Schatkist (pinautomaat)

### 2005
- Loeki de Leeuw wordt de nieuwe inwoner van Carnaval Festival
- Nieuwe voertuigen Swiss Bob en Python
- De Kombuys

### 2006
- Vrouw Holle (uitbreiding met het huis)
- Diorama (vernieuwing)

### 2007
- De Vliegende Hollander
- Sprookjes Waterpret (tot 2009)
- Kindervreugd
- Baby Gijsje (terugkomst)

### 2008
- Efteling Radio 104.3 FM (vanaf 2010 alleen via kabel en internet en vanaf ongeveer 2017 Efteling Kids Radio)
- De Flierefluiter

### 2009
- Assepoester
- Station De Oost, met De Hongerige Machinist, De Verse Oogst, De Brutale Aap en de Rustende Reiziger
- Efteling Bosrijk met o.a. het Kleyn Waerenhuys, het Eethuys/Eethuysbar, het Badhuys en de Huyskamer
- De Regenboogvanger

### 2010
- Jaarrond open per 1 april
- Sprookjesboom
- De Pennenveer
- Joris en de Draak (vervanging van verwijderde Pegasus)
- Nostalgische ijscokar
- Unox-karren

### 2011
- Raveleijn
- Het wapen van Raveleijn
- Happiness Station
- Casa Caracol (vernieuwd)
- Toko Pagode (vernieuwd)
- Python (vernieuwde instaphal en nieuwe treinen)

### 2012
- Aquanura
- Rijk der Fantasie
- Polles Keuken (onderdeel van Rijk der Fantasie)
- Rondje van de Molen (onderdeel van Rijk der Fantasie)
- De Gebrande Boon (onderdeel van Rijk der Fantasie)
- Happiness Station (onderdeel van Rijk der Fantasie)
- Carnaval Festival (vernieuwd, Jokie vervangt Loekie de Leeuw)
- Jokies Wereld (ter vervanging van Het Valies)
- De Nieuwe Kleren van de Keizer
- Pandadroom (nieuwe muziek)
- Oase (vernieuwd)
- Steenbok (vernieuwd)
- Burger Backery

### 2013
- Raveleijn (vernieuwd)
- Droomvlucht (vernieuwd)

### 2014
- Aquanura (nieuwe show: de Tweede Efteling Symfonie)
- Restaurant 'Het Witte Paard' (vernieuwd)
- Piraña (vernieuwd)

### 2015
- Game Gallery (vernieuwd)
- Nieuwe winkel 'Kleyn Waerenhuys' in Efteling Bosrijk (ter vervanging van oude Kleyn Waerenhuys)
- Nieuwe Boshoeves, Boshuysen en Dorpshuysen in Efteling Bosrijk
- Baron 1898

### 2016
- Pinokkio in het Sprookjesbos
- Restaurants Welkom en Globetrotter (beide worden vernieuwd en gaan samen verder onder de naam Panorama)
- Kapitein Gijs (vernieuwd en verplaatst naar Ruigrijk)
- Roodkapje in het Sprookjesbos (afgebroken en heropgebouwd)
- Dromerijen en Gulden Gaarde (gerenoveerd)

### 2017
- Symbolica
- Het Loonsche Land

### 2018
- Python (afgebroken en heropgebouwd)
- Restaurant 'De Vrolijke Noot' (vernieuwd en uitgebaat)

### 2019
- De zes zwanen
- Fabula (vervanging van PandaDroom)

### 2020
- Max & Moritz (vervanging van Bob)
- Frau Boltes Küche (vervanging van De Steenbok)
- Aquanura met een Zachte G
- Winter Efteling 2.0 (aangepaste versie vanwege COVID-19)

### 2021
- Speelbos NEST!
- Bäckerei Krümel

### 2022
- Sirocco (vervanging van Monsieur Cannibale)
- Archipel (vervanging van het Avonturen-Doolhof).

### 2023
- Restaurant Kashba

### 2024
- Danse Macabre
- Aquanura (Efteling Symphonica)

### 2025
- Prinses op de Erwt
- Efteling Grand Hotel

Lijst van attracties in de Efteling · Lijst van sprookjes in de Efteling · Afbeeldingen